# 大阪市立住まい情報センター
大阪市立住まい情報センター（おおさかしりつすまいじょうほうせんたー）は、大阪府大阪市北区天神橋にある複合施設。
施設内には住まいのミュージアム「大阪くらしの今昔館」が入居している。

## 概要
1999年（平成11年）11月会館。
住宅や住まいに関する相談業務や大阪市の住宅施策に関する情報など、住宅に関する各種情報の一元化による市民サービスの向上を図る「住情報プラザ」を開設するとともに、大阪の都市居住文化の継承・振興や、「住むまち・大阪」に対する愛着とイメージアップを図るため、「住まいと暮らし」をテーマとする様々な人々の出会い・学習・楽しみの場として、住まいのミュージアム「大阪くらしの今昔館」を開設している大阪市の行政施設である。

## 施設
- B1
  - エントランスホール
- 1F
  - エントランスホール
- 2F
  - 三井住友銀行
- 3F
  - 三井住友銀行
  - ホール
- 4F
  - 住情報プラザ 住まいのライブラリー
- 5F・6F
  - 大阪市住まい公社
- 7F
  - 大阪市男女共同参画センター
  - 子育て活動支援館
- 8F-10F
  - 大阪くらしの今昔館

## 交通
- 地下鉄谷町線・堺筋線・阪急千里線「天神橋筋六丁目駅」より徒歩ですぐ。
- JR大阪環状線「天満駅」より徒歩で約10分。